# أسابيع فروتيلار الموسيقية
تعد أسابيع فروتيلار الموسيقية (Semanas Musicales de Frutillar) مهرجانًا للموسيقى الكلاسيكية يقام كل عام في مدينة فروتيلار الجنوبية التشيلية بمنطقة لوس لاغوس.

## تاريخ
تم إنشاء أسابيع فروتيلار الموسيقية  في عام 1968 من قبل مجموعة من سكان فروتيلار بدعم من رابطة سانتياغو التشيلية الألمانية. شكل روبرت ديك وأرتورو يونج وألفريدو دايتز وفلورا إنوستروزا اللجنة المنظمة للأعوام الـ 12 الأولى من وجود المهرجان، وينبغي منحهم الكثير من الفضل في نجاح المهرجان. بفضل فلورا إينوستروزا ، كان يونيفرسيداد دي تشيلي وسلاح الجو التشيلي متعاونين بشكل وثيق في المهرجان منذ إطلاقه.
في الأيام الأولى، أقيمت الأسابيع الموسيقية في الكنيسة الكاثوليكية أو اللوثرية ثم في صالة الألعاب الرياضية البلدية، حتى أصبحت شائعة لدرجة أنها احتاجت إلى مكان أكبر.
تقام أسابيع الموسيقى كل صيف منذ عام 1968. يعد المهرجان اليوم أحد أهم أحداث الموسيقى الكلاسيكية في تشيلي.

## الموقع والأماكن
فروتيلار هي بلدة صغيرة تقع في جنوب تشيلي في منطقة لوس لاغوس، 983 كم (630 ميل) جنوب سانتياغو- العاصمة-. تم العثور على خليج فروتيلا على شواطئ بحيرة يانكيوي ، أكبر بحيرة تقع حدودها  بالكامل داخل تشيلي. تُعرف فروتيلار (التي تُترجم باسم "حقول الفراولة") باسم "مدينة الموسيقى" بفضل المهرجان ، وكان يسكنها أساسًا المستوطنون الألمان من هامبورغ في خمسينيات القرن التاسع عشر.
المكان الرئيسي للمهرجان منذ عام 2010  هو تياترو ديل لاغو (مسرح البحيرة) ، وهو مسرح وقاعة للحفلات الموسيقية في مبنى تبلغ مساحته 10000 متر مربع. تم افتتاحه في 6 نوفمبر 2010 بعد 12 عامًا من التطوير ، ويقع مباشرة على شاطئ بحيرة يانكيوي  بحيث تتمتع القاعة الداخلية بإطلالة على بركان أوزورنو المغطى بالثلوج عبر البحيرة.
الهندسة المعمارية للمبنى معاصرة ، لكنها تحتفظ بروابط مع الطراز التشيلي الجنوبي التقليدي ، المتأثر بشدة بالمهاجرين الألمان. تم استخدام المواد الأصلية في البناء مثل الخشب والحجر والنحاس.
أكبر غرفة في المكان هي  اسباسيو ترونادور، والتي تتسع لما يقرب من 1200 متفرج. القاعة مصنوعة بالكامل من الخشب ، وتم تحديد المساحات بالخطوط المنحنية للمسرح وصفوف المقاعد والشرفات العالية.
هناك أيضًا مجموعة من الصالونات والردهات متعددة الأغراض ومناطق المعارض ومساحات التدريب وغرف المؤتمرات وقاعات المؤتمرات.

## المهرجان
يقام المهرجان بين يناير وفبراير من كل عام ويستمر لمدة 10 أيام. يضم أكثر من 40 حفلة موسيقية كلاسيكية يؤديها كل من الفنانين التشيليين والعالميين. يشتمل البرنامج على موسيقى وملحنين من فترات مختلفة بالإضافة إلى فنانين وعازفين تشيليين وعالميين مشهورين وأوركسترا الحجرة و جوقات وعازفون منفردون.
بالإضافة إلى الأحداث التي تقام في فروتيلار ، تقيم المدن المجاورة الأخرى أيضًا حفلات موسيقية مجانية.
يمكن العثور على منحوتات حول موضوعات موسيقية ومهرجانية على طول شاطئ بحيرة فروتيلار ، مثل المسرح المدرج وبيانو ستاينواي الكبير و شرفة المراقبة ، وغيرها .

## أنظر أيضاً
- مهرجان موسيقي
- موسيقى كلاسيكية
- فروتيلار

## الروابط الخارجية
- مسرح البحيرة
- (بالإسبانية) بلدية فروتيلار
- الموقع الرسمي